# An-Nas

kaligrafia arabska z nazwą sury An-Nas

An-Nas (arab. ‏سورة الناس‎) – zaliczana jest zwykle do wczesnych sur mekkańskich (ze względu na tematykę oraz formę literacką), choć tradycjoniści nie są co do tego zgodni, i w niektórych hadisach wiarygodnych zalicza się ją do sur medyńskich. Liczy 6 wersetów (ajatów), 80 liter (arab. ‘huruf’). W języku polskim jej tytuł oznacza: „Ludzie” (również „Ludzkość”, czy raczej „Rodzaj ludzki”). Jest to 114 oraz ostatnia sura Koranu.

## Egzegeza

### Al-Mu’awwizatajn
Niekiedy łączy się ją razem z poprzednią, 113 surą i określa obydwie jako „wzywające o schronienie” (arab. ‘mu’awwizatajn’ – ‏المعوذتين‎), od pierwszego wersetu sury 113, o treści: 
„Mów: szukam schronienia u Pana Jutrzenki” (arab. ‏قُلْ أَعُوذُ بِرَبِّ الْفَلَقِ‎, trb. kul aa`uuzu birabbi al-falaki), oraz paralelnego do pierwszego wersetu sury 114: „Mów: szukam schronienia u Pana ludzi” (arab. ‏قُلْ أَعُوذُ بِرَبِّ النَّاسِ‎, trb. kul aa`uuzu birabbi an-Nnaasi). Abu Bakr Bajhaghi w “Dala'il an-nubuwwat” stwierdził, że nazwa „mu’awwizatajn” pochodzi stąd, iż obie te sury objawione zostały jednocześnie.

### Arbitraż al-Mawdudiego
Zwolennicy medyneńskiego pochodzenia tej sury (m.in. Ibn Sad, Sufjan Ibn Ujajna) twierdzą, że została ona objawiona wtedy, kiedy Żydzi medyneńscy usiłowali zaszkodzić prorokowi Mahometowi przy pomocy magii, w następstwie czego twórca islamu obłożnie zachorował. Miało to miejsce w roku 7 hidżry. Sajjid Abu al-Ala al-Mawdudi w swoim „Tafhim al-Kuran” próbując pogodzić kłopotliwy brak zgody zwolenników medyneńskiego i mekkańskiego pochodzenia 114 sury Koranu (po obu stronach opowiadały się wybitne autorytety w zakresie egzegezy) stwierdza, że niekiedy sura czy werset tej samej treści były objawiane przez Boga kilkakrotnie.

### Potwierdzenie w hadisach
W swoim zbiorze hadisów „As-Sahih al-Dżami” Muslim Ibn al-Hadżdżadż zapisał przekaz za Ukbą Ibn Amirem, iż prorok Mahomet powiedział: „Czyż nie widzisz, że dziś w nocy zostały mi objawione wersety (ajaty), jakich przedtem nie widziano?” One mówią: „Mów: szukam schronienia u Pana jutrzenki [...]” oraz „Mów: Szukam schronienia u Pana ludzi [...]”. Ten sam hadis wymieniają w swoich zbiorach: Ahmad Ibn Hanbal, At-Tirmizi i An-Nasa’i.

## Tekst

### Tekst arabski
‏

قُلْ أَعُوذُ بِرَبِّ النَّاسِ

مَلِكِ النَّاسِ

إِلَهِ النَّاسِ

مِن شَرِّ الْوَسْوَاسِ الْخَنَّاسِ

الَّذِي يُوَسْوِسُ فِي صُدُورِ النَّاسِ

مِنَ الْجِنَّةِ وَ النَّاسِ
‎

trb. 

kul aa`uuzu birabbi an-Nnaasi

maliki an-Nnaasi

ailahi an-Nnaasi

min szarri al-uasuaasi al-channaasi

al-lazii iuuasuisu fii suduuri an-Nnaasi

mina al-dżinnaai wa an-Nnaasi

### Przekład polski
Mów: szukam schronienia u Pana ludzi, 
Króla ludzi, 
Boga ludzi, 
Przed złem kusiciela, wycofującego się skrycie, 
Który podszeptuje pokusę w serca ludzi 
– spośród dżinów i ludzi.

## Walory literackie
Warto zwrócić uwagę na epiforę „an-nas”, która rytmizuje surę, oraz na onomatopeje (np. allazi juwaswisu...), które imitują szept, gdyż właśnie o szepcie (złego) jest mowa w tej surze. W przekładzie polskim te walory literackie giną.

## Dżinny i ludzie
Ponadto zestawiono tu razem ludzi i dżinny: ludzie zostali stworzeni przez Boga z ziemi, a dżinny według wierzeń muzułmańskich – z ognia; i ludzie, i dżinny zasługują uczynkami w życiu doczesnym na wieczne zbawienie lub narażają się na potępienie.